# Ghana International Airlines
Ghana International Airlines (GIA) fue una aerolínea de bandera de Ghana que estuvo activa entre 2005 y 2010. Operaba servicios regulares de carga y pasajeros. Su base de operaciones era el Aeropuerto Internacional de Kotoka, próximo a la capital, Acra.

## Historia
La aerolínea fue constituida en 2004, mediante un acuerdo entre el gobierno de Ghana y un grupo de inversores privados internacionales, reemplazando a la extinta Ghana Airways, que había cesado sus operaciones durante el mismo año. Un experimentado equipo liderado por Ralph Atkinel, fundador de la empresa estadounidense, SkyWest, que se hizo cargo de la dirección de la aerolínea. Fue designada oficialmente como aerolínea de bandera en 2005.
Era propiedad del gobierno ghanés (70%) y del consorcio estadounidense, GIA-USA (30%). Tuvo 160 empleados en marzo de 2007.
Comenzó sus operaciones el 29 de octubre de 2005, con un servicio diario entre Acra y Londres-Gatwick, realizada con un Boeing 757 arrendado a Ryan International Airlines. El 30 de octubre de 2006 se agregó un servicio de temporada hacia el Aeropuerto Internacional O.R. Tambo en Johannesburgo, Sudáfrica. El 15 de noviembre de 2006 la aerolínea alquiló un Boeing 767-300ER a Icelandair. Los vuelos a Düsseldorf, Alemania, comenzaron el 1 de diciembre de 2008.
El 13 de mayo de 2010 la aerolínea finalizó su actividad, debido a problemas financieros graves y falta de sostenibilidad operacional.

## Antiguos destinos
La aerolínea operó los siguientes destinos regulares:
| Países      | Destinos      | Aeropuertos                                      | Notas      |
| África      | África        | África                                           | África     |
| ----------- | ------------- | ------------------------------------------------ | ---------- |
| Ghana       | Acra          | Aeropuerto Internacional de Kotoka               | HUB        |
| Sudáfrica   | Johannesburgo | Aeropuerto Int. de Johannesburgo-Oliver R. Tambo | Estacional |
| Europa      |               |                                                  |            |
| Alemania    | Düsseldorf    | Aeropuerto Internacional de Düsseldorf           |            |
| Reino Unido | Londres       | Aeropuerto de Londres-Gatwick                    |            |

## Flota histórica
Ghana International Airlines voló las siguientes aeronaves a lo largo de su existencia:
| Aeronaves        | Total | Introducido | Retirado | Matrículas                                              |
| ---------------- | ----- | ----------- | -------- | ------------------------------------------------------- |
| Boeing 757-200   | 4     | 2005        | 2010     | TF-LLY, N930RD, TF-FIS, TF-FIA, TF-FIY, G-STRZ y G-OJIB |
| Boeing 767-300ER | 1     | 2006        | 2007     | TF-LLA                                                  |